# Denée (Maine-et-Loire)
Pour les articles homonymes, voir Denée.
Denée est une commune française située dans le département de Maine-et-Loire, en région Pays de la Loire.
Ce territoire borde la Loire en aval d'Angers, sur le site « Val de Loire, Patrimoine Mondial de l’UNESCO », et est labellisée depuis 2004 « Petite Cité de Caractère ».

## Géographie

### Localisation
Commune angevine de l'ouest du département de Maine-et-Loire, Denée est située sur la rive gauche de la Loire. Elle se trouve à l'extrême ouest du Saumurois, à 11 km au sud d'Angers, sur la route D 751 entre Mûrs-Erigné (4 km) et Rochefort-sur-Loire (5 km), ses communes limitrophes.
Le Saumurois est la petite région qui couvre la partie sud-est du Maine-et-Loire, délimitée au nord par la Loire et à l'ouest par le Layon.

### Géologie et relief
La commune s'étend sur près de 16 km2 (1 560 hectares), et son altitude varie de 12 à 90 mètres. Commune ligérienne du Val de Loire, Denée s'articule autour de deux reliefs principaux : une partie se situe sur la vallée de la Loire, entre ce fleuve (limite nord), le Louet et l'Aubance, et une autre partie sur des coteaux. La commune se situe sur les unités paysagères des plateaux de l'Aubance et de la Loire des promontoires.
Commune rurale, Denée comporte de nombreux hameaux : les Lombardières, Mantelon, les Jubeaux, la Jarretière, Souvigné, etc.
Protections des zones naturelles : outre des protections sur des bâtiments (monuments historiques et inventaires), la commune de Denée figure à l'inscription de :
- Protections réglementaires, sites classés et inscrits : Rive et confluence de la Maine et la Loire, et site de la confluence Maine et Loire et des coteaux angevins ;
- Natura 2000 : Zone de protection spéciale pour la Vallée de la Loire de Nantes aux Ponts-de-Cé et zones adjacentes, et site d'importance communautaire pour cette même zone ;
- Inventaires, zones naturelles d'intérêt écologique, floristique et faunistique (ZNIEFF) pour le lit mineur, berges et îles de Loire entre les Ponts-de-Cé et Mauve-sur-Loire, pour la prairie entre Loire, Louet et Aubance, pour les coteaux schisteux de Mantelon à Denée, pour les prairies de Rochefort et vallée du Louet, et pour la vallée de la Loire à l'amont de Nantes ;
- Eau et milieux aquatiques, zones humides d'importance nationale, pour la Loire entre Maine et Nantes ;
- Patrimoine mondial de l'UNESCO pour le val de Loire entre Sully-sur-Loire et Chalonnes-sur-Loire.

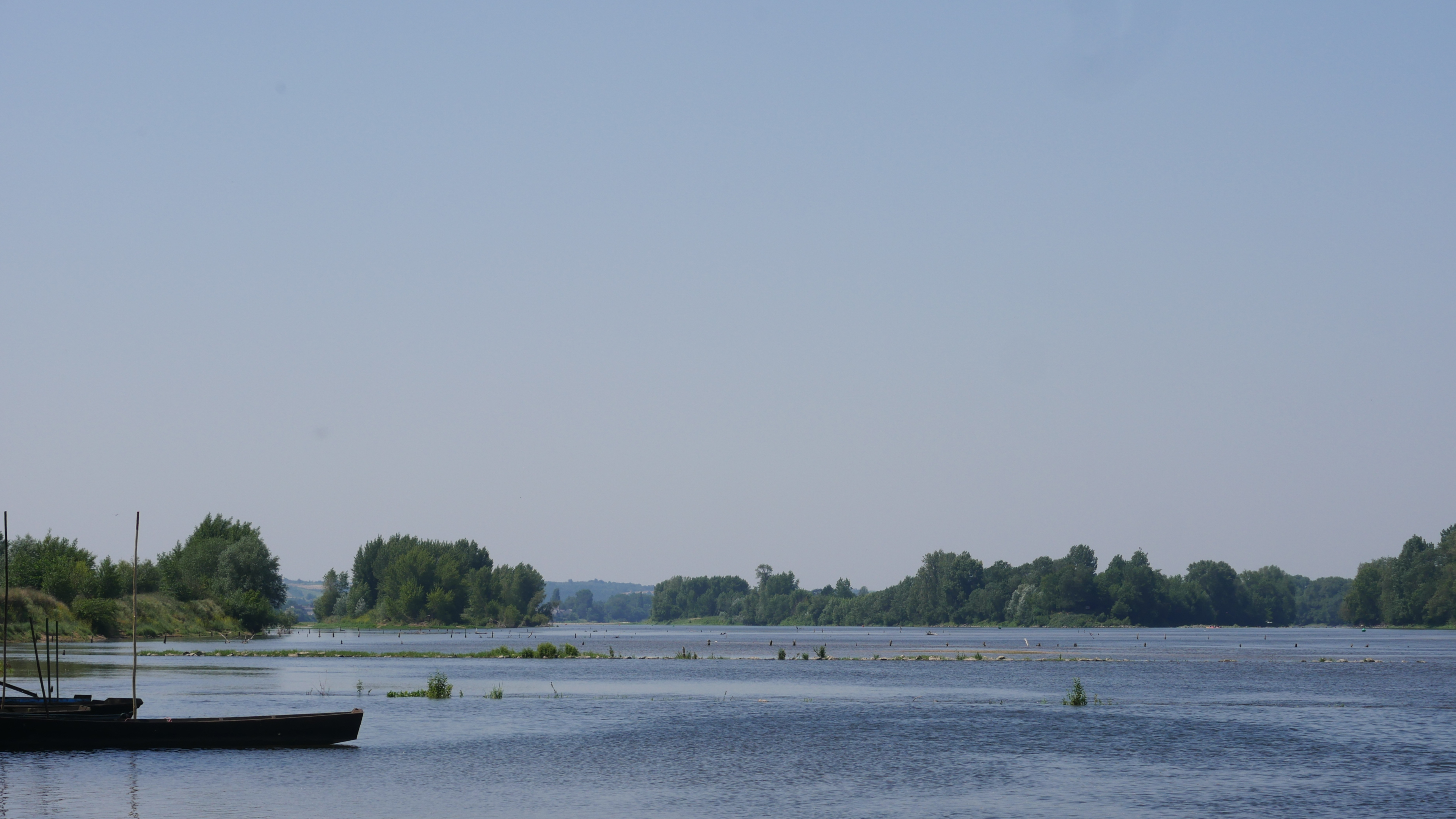
Le val de Loire à Denée.
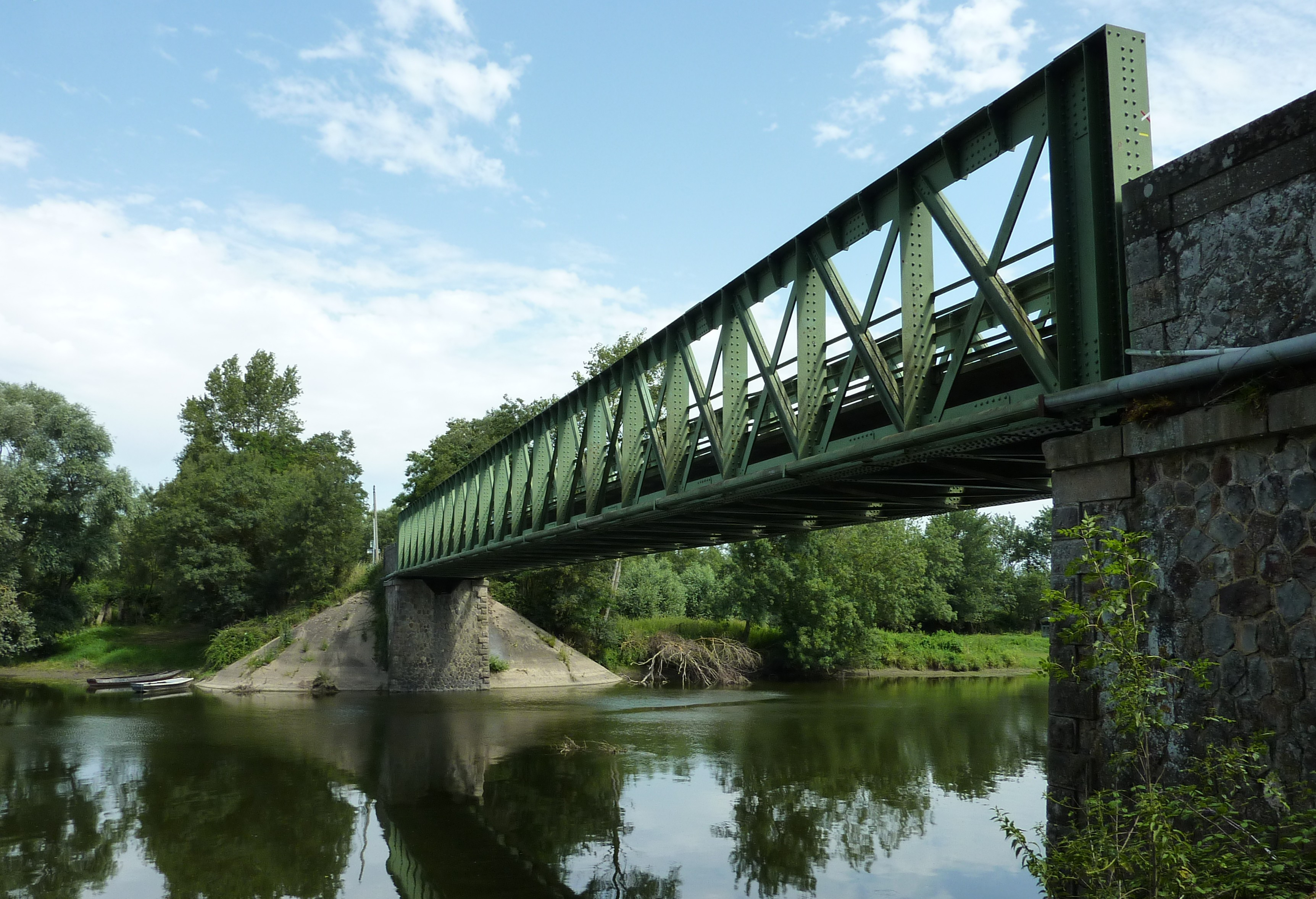
Le pont qui tremble ou pont du port qui tremble sur le Louet à Denée.

### Climat
Son climat est tempéré, de type océanique. Le climat angevin est particulièrement doux, du fait de sa situation entre les influences océaniques et continentales. Généralement les hivers sont pluvieux, les gelées rares et les étés ensoleillés.
Pour des articles plus généraux, voir Climat des Pays de la Loire et Climat de Maine-et-Loire.
En 2010, le climat de la commune est de type climat océanique altéré, selon une étude du CNRS s'appuyant sur une série de données couvrant la période 1971-2000. En 2020, Météo-France publie une typologie des climats de la France métropolitaine dans laquelle la commune est exposée à un climat océanique et est dans la région climatique Moyenne vallée de la Loire, caractérisée par une bonne insolation (1 850 h/an) et un été peu pluvieux.
Pour la période 1971-2000, la température annuelle moyenne est de 12,2 °C, avec une amplitude thermique annuelle de 14,3 °C. Le cumul annuel moyen de précipitations est de 621 mm, avec 10,9 jours de précipitations en janvier et 5,9 jours en juillet. Pour la période 1991-2020, la température moyenne annuelle observée sur la station météorologique de Météo-France la plus proche, sur la commune de Beaucouzé à 11 km à vol d'oiseau, est de 12,6 °C et le cumul annuel moyen de précipitations est de 709,3 mm,. Pour l'avenir, les paramètres climatiques de la commune estimés pour 2050 selon différents scénarios d'émission de gaz à effet de serre sont consultables sur un site dédié publié par Météo-France en novembre 2022.

## Urbanisme

### Typologie
Au 1er janvier 2024, Denée est catégorisée bourg rural, selon la nouvelle grille communale de densité à sept niveaux définie par l'Insee en 2022.
Elle est située hors unité urbaine. Par ailleurs la commune fait partie de l'aire d'attraction d'Angers, dont elle est une commune de la couronne,. Cette aire, qui regroupe 81 communes, est catégorisée dans les aires de 200 000 à moins de 700 000 habitants,.

### Occupation des sols
L'occupation des sols de la commune, telle qu'elle ressort de la base de données européenne d’occupation biophysique des sols Corine Land Cover (CLC), est marquée par l'importance des territoires agricoles (85,5 % en 2018), en diminution par rapport à 1990 (89,7 %). La répartition détaillée en 2018 est la suivante : 
prairies (51,2 %), terres arables (20,9 %), zones agricoles hétérogènes (11,4 %), forêts (4,5 %), eaux continentales (4,3 %), zones urbanisées (3,5 %), espaces ouverts, sans ou avec peu de végétation (2,2 %), cultures permanentes (2 %). L'évolution de l’occupation des sols de la commune et de ses infrastructures peut être observée sur les différentes représentations cartographiques du territoire : la carte de Cassini (XVIIIe siècle), la carte d'état-major (1820-1866) et les cartes ou photos aériennes de l'IGN pour la période actuelle (1950 à aujourd'hui).

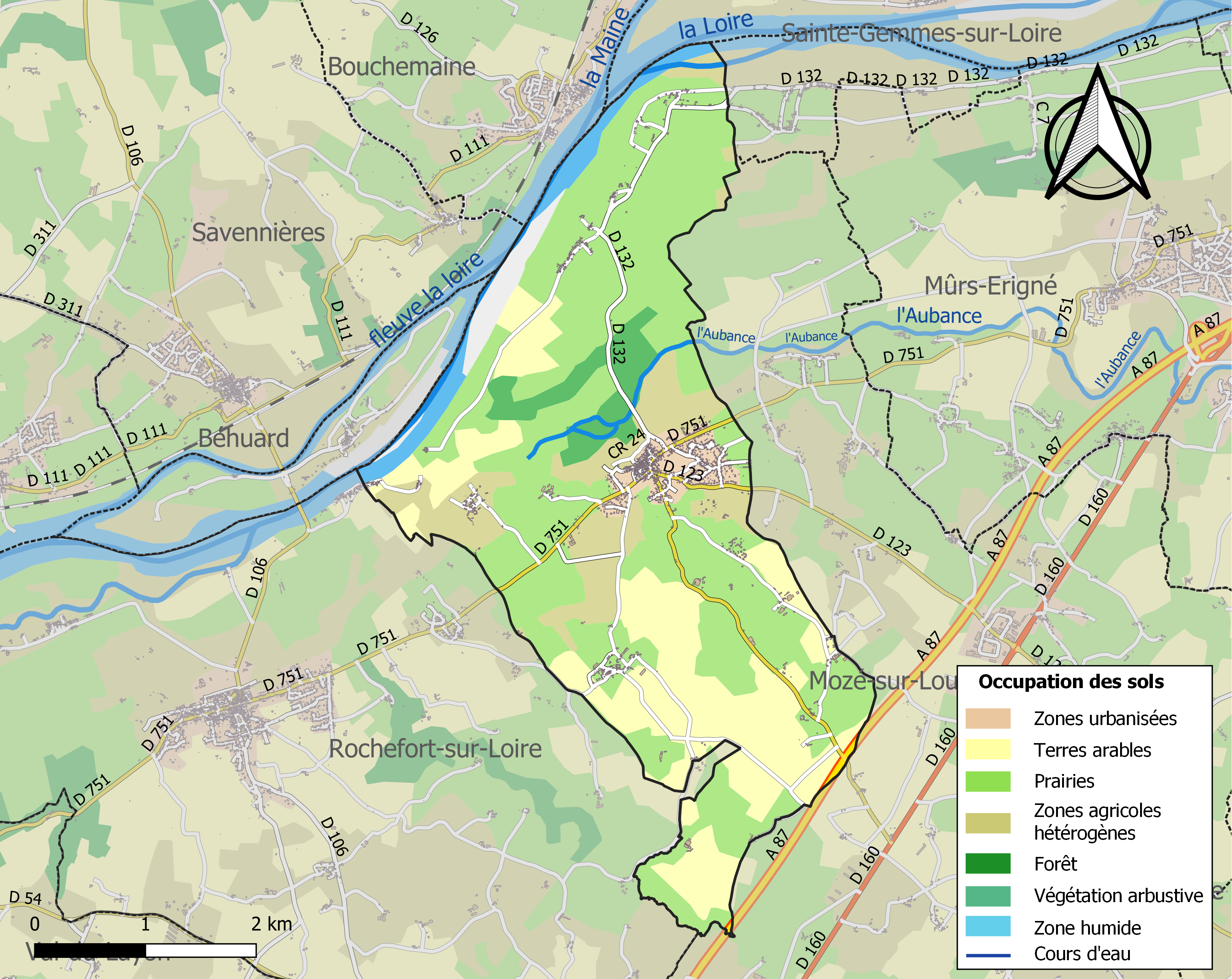
Carte des infrastructures et de l'occupation des sols de la commune en 2018 (CLC).

Morphologie urbaine : le village s'inscrit dans un territoire essentiellement rural.
En 2009, on trouve 646 logements sur la commune de Denée, dont 87 % sont des résidences principales, pour une moyenne sur le département de 91 %, et dont 78 % des ménages en sont propriétaires. En 2013, on y trouve 640 logements, dont 87 % sont des résidences principales, pour une moyenne sur le département de 90 %, et dont 78 % des ménages en sont propriétaires.

## Toponymie et héraldique

### Toponymie
Formes anciennes du nom : Danea en 1066, Denet en 1145, Deneium en 1160, Daneia en 1225, Denaia en 1278, Denée en 1793.
Son étymologie est tirée de la racine celtique dann, tann, qui est en rapport avec le chêne.
Nom des habitants : les Denéens.

### Héraldique
| Denée (Maine-et-Loire) | Héraldique : D'argent à trois pals d'azur. |

## Histoire

### Préhistoire
La présence humaine est attestée sur le site de Denée dès le Néolithique (environ 4000 ans av. J.-C.). On y a trouvé une hache en pierre polie.

### Antiquité
À Mantelon, aux Jubeaux, au Dicechien et aux Grands Moulins, on y a retrouvé des vestiges de constructions gallo-romaines.

### Moyen Âge
Le visage actuel de la commune prend forme au Xe siècle. Au Moyen Âge, Denée est un fief relevant de Brissac, et le bourg est fortifié.

### Ancien Régime
Le comté de Brissac est constitué en 1561 de la baronnie de Brissac et des châtellenies et seigneuries de Luygné, Claye et Denée.
À la veille de la Révolution française (royaume de France), Denée dépend du doyenné des Mauges, du grenier à sel d'Ingrandes et de l'élection d'Angers.

### Époque contemporaine
À la réorganisation administrative qui suit la Révolution, le Maine-et-Loire succède à l'Anjou. Denée est intégrée en 1790 au canton de Rochefort et au district d'Angers, puis en 1800 au canton de Chalonnes et à l'arrondissement d'Angers.

## Politique et administration

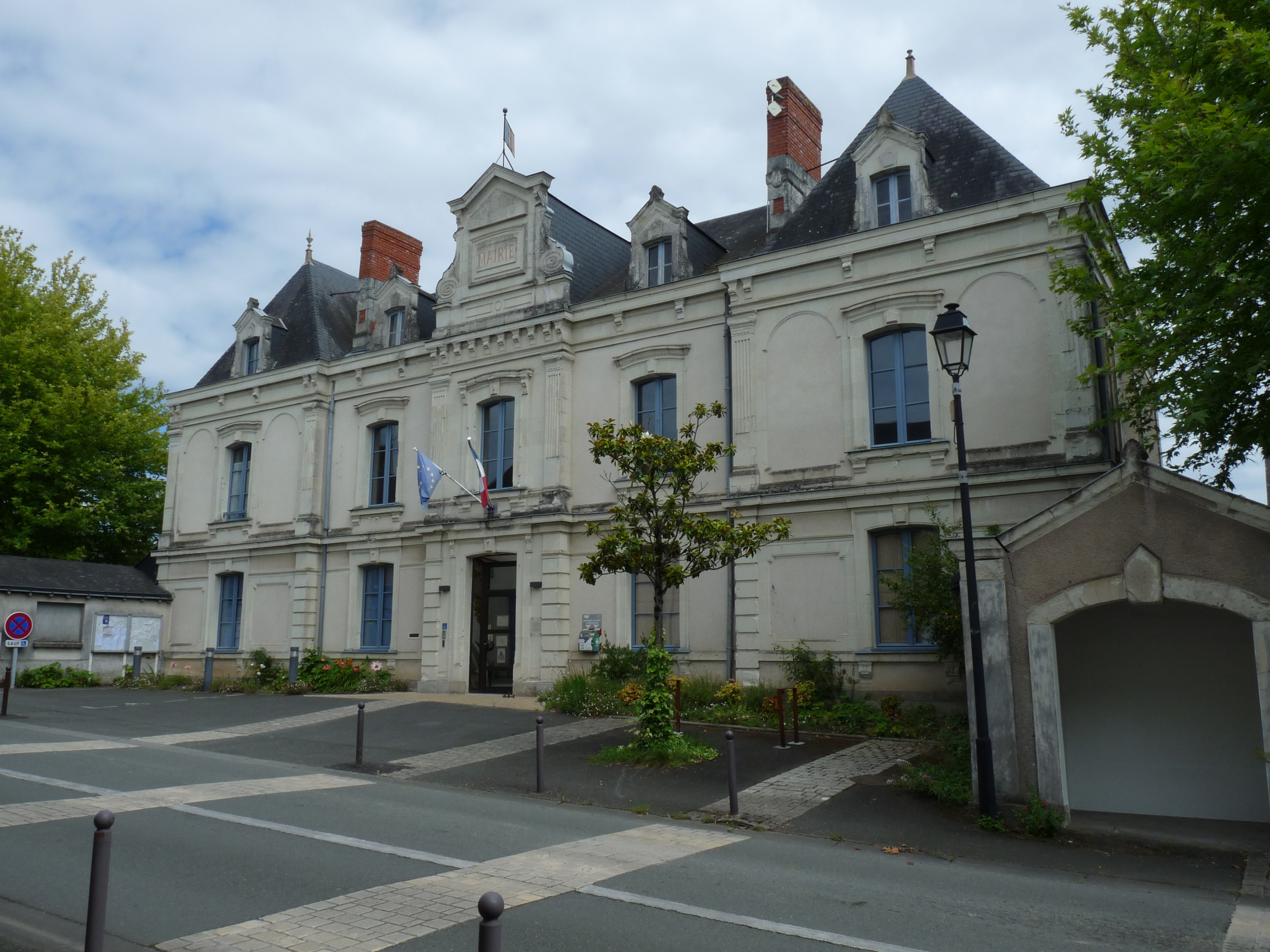
La mairie.

### Administration municipale
La commune est créée à la Révolution (Denée). Le conseil municipal est composé de 15 élus.
| Période                                  | Période                   | Identité                                  | Étiquette | Qualité                              |
| ---------------------------------------- | ------------------------- | ----------------------------------------- | --------- | ------------------------------------ |
| an VI                                    | 1800                      | Ledoyen                                   |           |                                      |
| 1800                                     | 1802                      | Mathurin Ledoyen                          |           |                                      |
| 1802                                     | 1811                      | Goumenault                                |           | Notaire                              |
| 1811                                     | 1813                      | Jean-François-Auguste Daburon de Mantelon |           |                                      |
| 1813                                     | 1816                      | Delaunaye de la Brideraie                 |           |                                      |
| 1816                                     | 1821                      | Charles-Jean de Terves                    |           |                                      |
| 1821                                     | 1837                      | Pierre Appert                             |           |                                      |
| 1837                                     | 1847                      | Desmazières                               |           |                                      |
| 1847                                     | 1847                      | Benjamin Fourré                           |           | Nommé, n'accepte pas                 |
| 1847                                     | 1850                      | Mathurin Ledoyen                          |           |                                      |
| 1850                                     | 1858                      | Joseph Mercier                            |           |                                      |
| 1858                                     | 1862                      | François Lucas-Daviau                     |           |                                      |
| 1862                                     | 1862                      | Guillemeau                                |           |                                      |
| 1862                                     | 1870                      | Jean Bernard                              |           |                                      |
| 1870                                     | 1884                      | Théodore Guinoyseau                       |           |                                      |
| 1884                                     | 1886                      | Justeau                                   |           |                                      |
| 1886                                     | 1892                      | Collin-Cesbron                            |           |                                      |
| 1892                                     | 1898                      | Tournery                                  |           |                                      |
| 1898                                     | 1904                      | Collin-Cesbron                            |           |                                      |
| 1904                                     | 1908                      | Raymond Merlet                            |           |                                      |
| 1908                                     | 1908                      | Paul Duchesne                             |           |                                      |
| 1908                                     | 1912                      | Mathurin Blain                            |           |                                      |
| 1912                                     | 1913                      | Cady de Mavacelle                         |           |                                      |
| 1913                                     | 1919                      | Bertrand                                  |           |                                      |
| 1919                                     | 1923                      | Blain                                     |           |                                      |
| 1923                                     | 1929                      | Bedouet                                   |           |                                      |
| 1929                                     | 1929                      | Duchesne                                  |           |                                      |
| 1929                                     | 1935                      | Gouasbeau                                 |           |                                      |
| 1935                                     | 1950                      | Gillet                                    |           |                                      |
| 1942                                     | 1945                      | Patrie                                    |           |                                      |
| 1945                                     | 1950                      | Jean Besse                                | SE        |                                      |
| 1950                                     | 1966                      | Joseph Uzureau                            | SE        |                                      |
| 1966                                     | 1972 (démission)          | André Sarazin                             | SE        |                                      |
| 1972                                     | 1977                      | Jean Hellegouarch                         | SE        |                                      |
| mars 1977                                | 1989                      | Jacques Zeimert                           | SE        |                                      |
| mars 1989                                | 1995                      | Yvette Revault                            | SE        |                                      |
| juin 1995                                | mars 2014                 | Dominique Tertrais                        | DVD       | Cadre de direction bancaire retraité |
| mars 2014                                | juin 2016                 | Paul Germon,                              |           |                                      |
| juillet 2016                             | mai 2020                  | Jean-Paul Saulgrain,                      |           |                                      |
| mai 2020                                 | En cours (au 27 mai 2020) | Priscille Guillet                         | DVD       |                                      |
| Les données manquantes sont à compléter. |                           |                                           |           |                                      |

### Intercommunalité
Jusqu'en 2016 la commune est intégrée à la communauté de communes Loire-Layon. Cette structure intercommunale regroupe alors dix communes : Chalonnes, Champtocé, Chaudefonds, Denée, Ingrandes, La Possonnière, Rochefort, Saint-Aubin, Saint-Georges et Saint-Germain. L'intercommunalité est membre du Pays de Loire en Layon, structure administrative d'aménagement du territoire. Elle regroupe quatre communautés de communes : Coteaux-du-Layon, Gennes, Loire-Layon et Vihiersois-Haut-Layon.
À la suite de la révision du schéma départemental de coopération intercommunale, le 1er janvier 2017 les communautés de communes Loire-Layon, Coteaux du Layon et Loire Aubance fusionnent dans la communauté de communes Loire Layon Aubance.

### Rattachements administratifs et électoraux
Denée fait partie du canton de Chalonnes et de l'arrondissement d'Angers.
Jusqu'en 2014, le canton de Chalonnes comporte cinq communes (Chalonnes, Chaudefonds, Denée, Rochefort et Saint-Aubin). Il a été constitué en 1790 (canton de Rochefort-sur-Loire), et modifié en 1800 (canton de Chalonnes-sur-Loire). Dans le cadre de la réforme territoriale, un nouveau découpage territorial pour le département de Maine-et-Loire est défini par le décret du 26 février 2014. La commune reste rattachée à ce même canton de Chalonnes, avec une entrée en vigueur au renouvellement des assemblées départementales de 2015.
Denée fait partie de la deuxième circonscription de Maine-et-Loire, composée de cinq cantons dont Angers-Sud et Chemillé. La deuxième circonscription de Maine-et-Loire est l'une des sept circonscriptions législatives que compte le département.

## Population et société

### Démographie

#### Évolution démographique
L'évolution du nombre d'habitants est connue à travers les recensements de la population effectués dans la commune depuis 1793. Pour les communes de moins de 10 000 habitants, une enquête de recensement portant sur toute la population est réalisée tous les cinq ans, les populations de référence des années intermédiaires étant quant à elles estimées par interpolation ou extrapolation. Pour la commune, le premier recensement exhaustif entrant dans le cadre du nouveau dispositif a été réalisé en 2006.

En 2022, la commune comptait 1 448 habitants, en évolution de +3,28 % par rapport à 2016 (Maine-et-Loire : +2,12 %, France hors Mayotte : +2,11 %).
| 1793  | 1800  | 1806  | 1821  | 1831  | 1836  | 1841  | 1846  | 1851  |
| ----- | ----- | ----- | ----- | ----- | ----- | ----- | ----- | ----- |
| 1 557 | 1 237 | 1 498 | 1 580 | 1 564 | 1 544 | 1 536 | 1 551 | 1 465 |

| 1856  | 1861  | 1866  | 1872  | 1876  | 1881  | 1886  | 1891  | 1896  |
| ----- | ----- | ----- | ----- | ----- | ----- | ----- | ----- | ----- |
| 1 404 | 1 391 | 1 387 | 1 326 | 1 265 | 1 196 | 1 194 | 1 164 | 1 068 |

| 1901  | 1906  | 1911 | 1921 | 1926 | 1931 | 1936 | 1946 | 1954 |
| ----- | ----- | ---- | ---- | ---- | ---- | ---- | ---- | ---- |
| 1 031 | 1 014 | 955  | 908  | 848  | 831  | 846  | 812  | 783  |

| 1962 | 1968 | 1975 | 1982  | 1990  | 1999  | 2006  | 2011  | 2016  |
| ---- | ---- | ---- | ----- | ----- | ----- | ----- | ----- | ----- |
| 789  | 845  | 931  | 1 079 | 1 235 | 1 391 | 1 405 | 1 401 | 1 402 |

| 2021  | 2022  | - | - | - | - | - | - | - |
| ----- | ----- | - | - | - | - | - | - | - |
| 1 427 | 1 448 | - | - | - | - | - | - | - |

#### Pyramide des âges
La population de la commune est relativement jeune.
En 2018, le taux de personnes d'un âge inférieur à 30 ans s'élève à 33,3 %, soit en dessous de la moyenne départementale (37,2 %). À l'inverse, le taux de personnes d'âge supérieur à 60 ans est de 22,1 % la même année, alors qu'il est de 25,6 % au niveau départemental.
En 2018, la commune comptait 690 hommes pour 698 femmes, soit un taux de 50,29 % de femmes, légèrement inférieur au taux départemental (51,37 %).
Les pyramides des âges de la commune et du département s'établissent comme suit.
| Hommes | Classe d’âge | Femmes |
| ------ | ------------ | ------ |
| 0,3    | 90 ou +      | 0,9    |
| 4,8    | 75-89 ans    | 6,7    |
| 16,1   | 60-74 ans    | 15,4   |
| 27,7   | 45-59 ans    | 22,9   |
| 17,8   | 30-44 ans    | 20,6   |
| 12,3   | 15-29 ans    | 13,8   |
| 21,0   | 0-14 ans     | 19,7   |

| Hommes | Classe d’âge | Femmes |
| ------ | ------------ | ------ |
| 0,9    | 90 ou +      | 2,1    |
| 7      | 75-89 ans    | 9,5    |
| 16,2   | 60-74 ans    | 16,9   |
| 19,4   | 45-59 ans    | 18,7   |
| 18,2   | 30-44 ans    | 17,5   |
| 18,8   | 15-29 ans    | 17,6   |
| 19,5   | 0-14 ans     | 17,6   |

### Vie locale
Située dans l'académie de Nantes, la commune compte deux écoles maternelle et primaire. Est également présent, un point poste et une bibliothèque.
La plupart des structures de santé se trouvent soit à Chalonnes-sur-Loire, siège du canton, soit sur l'agglomération angevine. L'hôpital local se trouve à Chalonnes, ainsi qu'un établissement d'hébergement pour personnes âgées dépendantes et une maison de retraite.
La collecte des ordures ménagères (collecte sélective) est gérée par la communauté de communes Loire-Layon (SYCTOM du Loire-Béconnais).
On trouve sur la commune deux sociétés de boule de fort, dont l'une aux Jubeaux (bord de Loire), jeu typique de l'Anjou inscrit au patrimoine ligérien.
Transports en commun : la commune est desservie par une ligne d’autobus du réseau interurbain de Maine-et-Loire AnjouBus, la ligne 23. Celle-ci va d'Angers à Saint-Florent-le-Vieil, en passant par Mûrs-Érigné, Denée, Rochefort.

Pour accéder au réseau ferroviaire, la ligne Angers-Cholet est accessible à la gare de Chalonnes et la ligne Angers-Nantes à La Possonnière.
Autrefois, la Loire servait également de voie de communication. Ce n'est plus le cas aujourd'hui ; celle-ci ne servant plus qu'au tourisme fluvial.

### Jumelages
Denée est jumelée avec la commune belge homonyme.

## Économie

### Revenus de la population et fiscalité
Le revenu fiscal médian par ménage est en 2010 de 18 549 €, pour une moyenne sur le département de 17 632 €.
57 % des foyers fiscaux sont imposables en 2009, pour 51 % sur le département.

### Tissu économique
En 2009, sur les 88 établissements présents sur la commune de Denée, 22 % relèvent du secteur de l'agriculture (pour une moyenne de 18 % sur le département). L'année suivante, sur les 99 établissements présents, 20 % relèvent du secteur de l'agriculture (pour une moyenne de 17 % sur le département), 5 % du secteur de l'industrie, 10 % du secteur de la construction, 49 % de celui du commerce et des services et 16 % du secteur de l'administration et de la santé.
Cinq ans plus tard, en 2015, sur les 121 établissements présents, 13 % relèvent du secteur de l'agriculture (pour une moyenne de 11 % sur le département), 6 % du secteur de l'industrie, 19 % de celui de la construction, 52 % du secteur du commerce et des services et 10 % de celui de l'administration et de la santé.
On y trouve plusieurs commerces, tels une boulangerie pâtisserie, une boucherie alimentation, un bar tabac presse, un hôtel restaurant, etc..

### Agriculture

Vignobles de la vallée de la Loire.
(Cliquez pour agrandir).

Comme dans le reste du département, l'agriculture est fortement implantée sur ce territoire rural, dont la viticulture qui représente la première activité agricole.
Denée se trouve dans la zone des vignobles du Val de Loire. Liste des appellations présentes sur le territoire :
- AOC AOP Anjou blanc, Anjou gamay, Anjou gamay nouveau ou primeur, Anjou mousseux blanc, Anjou mousseux rosé, Anjou rouge, Anjou Villages Brissac, Cabernet d'Anjou, Cabernet d'Anjou nouveau ou primeur, Coteaux de l'Aubance, Coteaux de l'Aubance Sélection de grains nobles, Rosé d'Anjou, Rosé d'Anjou nouveau ou primeur, Rosé de Loire ;
- AOC AOP Crémant de Loire blanc, Crémant de Loire rosé, Vin destiné à l'élaboration de Crémant de Loire blanc, Vin destiné à l'élaboration de Crémant de Loire rosé ;
- AOC Maine-Anjou ;
- Bœuf du Maine, Volailles de Cholet, Volailles d’Ancenis, Brioche vendéenne.

## Culture locale et patrimoine

### Lieux et monuments
La commune de Denée comporte plusieurs inscriptions au Patrimoine, dont cinq monuments historiques, trois sites protégés et une zone de protection du patrimoine urbain et paysager.
- Château de Mantelon, des XVIe et XVIIIe siècles, façades et toitures, Monument historique inscrit le 2 octobre 2003.
- Château de Souvigné, rue de la Reine-Fabiola, des XVIIIe et XIXe siècles, façades et toitures du château et de ses communs, Monument historique inscrit le 20 août 1976.
- Domaine de la Noue, également sur la commune de Mozé-sur-Louet, des XVIIe et XVIIIe siècles, maison et jardin, Monument historique inscrit le 16 février 1995.
- Église Notre-Dame, des XIIe (mur nord) XVe XVIe et XVIIe siècles, église possédant une miséricorde, Monument historique inscrit le 26 juin 1968.
- Presbytère, rue de la Cure, du XVIIIe siècle, Monument historique inscrit le 8 février 1968.
- Ensemble formé par le hameau de Mantelon, site protégé inscrit par arrêté du 18 décembre 1974.
- Site formé par la confluence et les coteaux angevins, concerne notamment les communes de Denée, Murs-Erigné et Rochefort-sur-Loire, site protégé classé par arrêté du 23 février 2010.
- Site urbain de Denée, site protégé inscrit par arrêté du 10 décembre 1974.
- Zone de protection du patrimoine architectural et paysager (ZPPAUP) créée le 8 juillet 2004.
- Abri troglodytique, dit souterrain du Port Thinault, Inventaire général du patrimoine culturel.
- Chapelle Saint-André, lieu-dit les Jubeaux, du XVIe siècle, Inventaire général du patrimoine culturel.
- Château de Manthelon, des XVIe XVIIIe et XIXe siècles, Inventaire général du patrimoine culturel.
- Demeure rue Borée, dite logis Guérin Beaumarchais, du XVIIIe siècle, Inventaire général du patrimoine culturel.
- Demeure place Müller dans le bourg, dite la Chabotière, des XVIe XVIIIe et XIXe siècles, Inventaire général du patrimoine culturel[56].
- Demeure rue Haute-Halopean, dite le Vieux Château, des XVIIIe et XIXe siècles, Inventaire général du patrimoine culturel.
- Demeure, dite le Petit Manthelon, du XVIIIe siècle, Inventaire général du patrimoine culturel.
- Demeure rue Saint-Charles, dite logis Maret de la Faye, du XVIIIe siècle, Inventaire général du patrimoine culturel.
- Ferme chemin du Plessis, des XVIIe XVIIIe et XIXe siècles, Inventaire général du patrimoine culturel.
- Maison rue Bourgeoise, du XVIe siècle, Inventaire général du patrimoine culturel.
- Maison Grand-Rue, des XVIe et XVIIIe siècles, Inventaire général du patrimoine culturel.
- Maisons rue Basse-Halopeau, des XVe XVIe et XIXe siècles, Inventaire général du patrimoine culturel.
- Maison rue Haute-Halopean, dite logis de Bon-Accueil, du XVIIIe siècle, Inventaire général du patrimoine culturel.
- Maison Henri IV, lieu-dit Mantelon, des XVIe XVIIIe et XIXe siècles, Inventaire général du patrimoine culturel.
- Maison, dite le Prieuré, lieu-dit Mantelon, des XVIe et XIXe siècles, Inventaire général du patrimoine culturel.
- Maison place Müller dans le bourg, dite logis du Pinier, des XVIIe et XIXe siècles, Inventaire général du patrimoine culturel[57].
- Maison des Notaires, place Müller, du XVIIe siècle, Inventaire général du patrimoine culturel.
- Maison rue du 8-Mai, dite logis Beucher, des XVIe et XVIIe siècles, Inventaire général du patrimoine culturel.
- Maisons rue du Port Thinault, des XVIe XVIIIe et XIXe siècles, Inventaire général du patrimoine culturel.
- Maison rue de la Reine-Fabiola, du XVIe siècle, Inventaire général du patrimoine culturel.
- Manoir, dit logis de la Dépeignerie, des XVIIe et XVIIIe siècles, Inventaire général du patrimoine culturel.
- Moulin à vent, lieu-dit les Grands-Moulins, des XVIIe et XIXe siècles, Inventaire général du patrimoine culturel.
- La chapelle Saint-Joseph, au bout de la rue du Colonel.

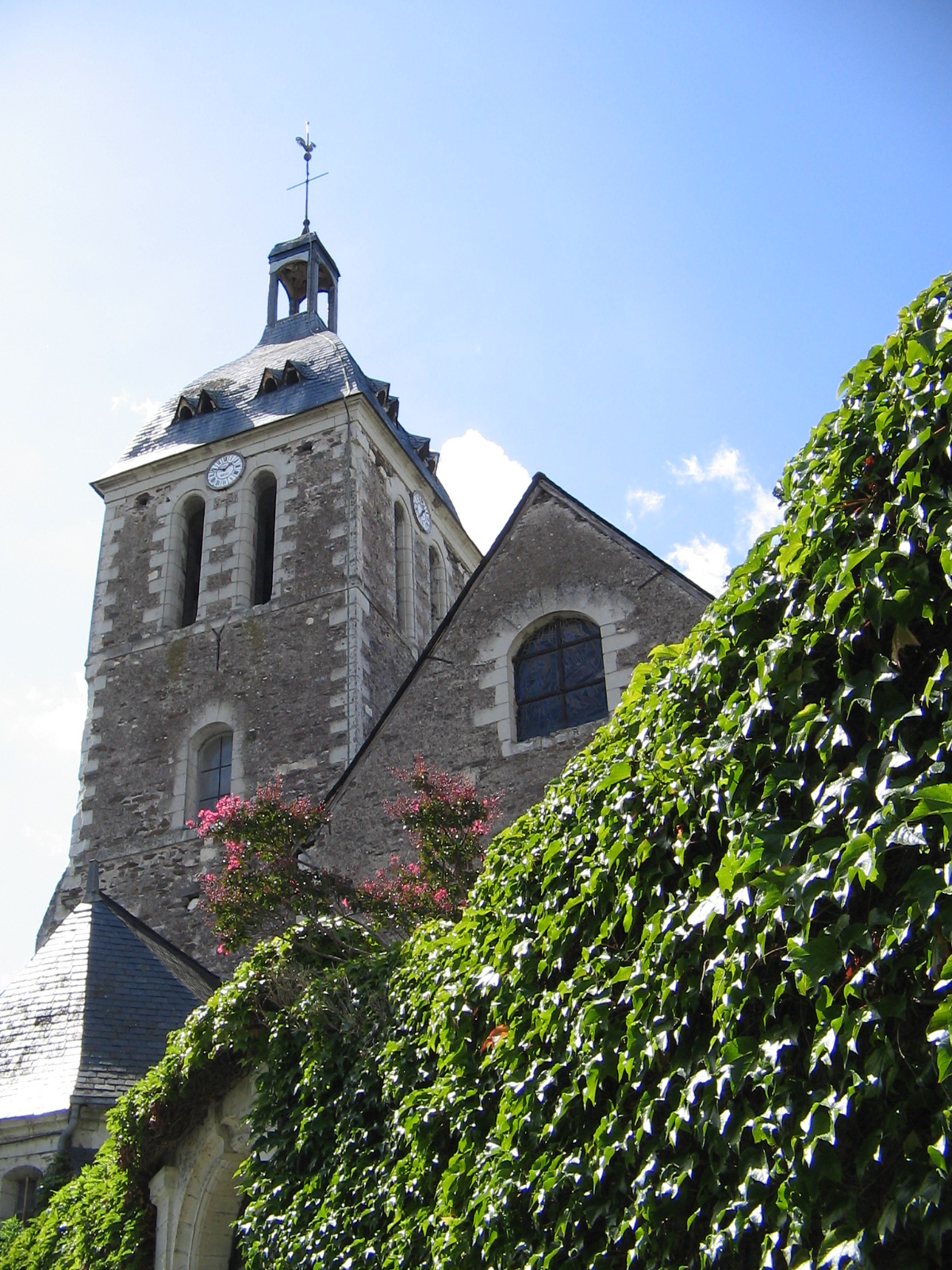
Clocher de l'église en août 2011.
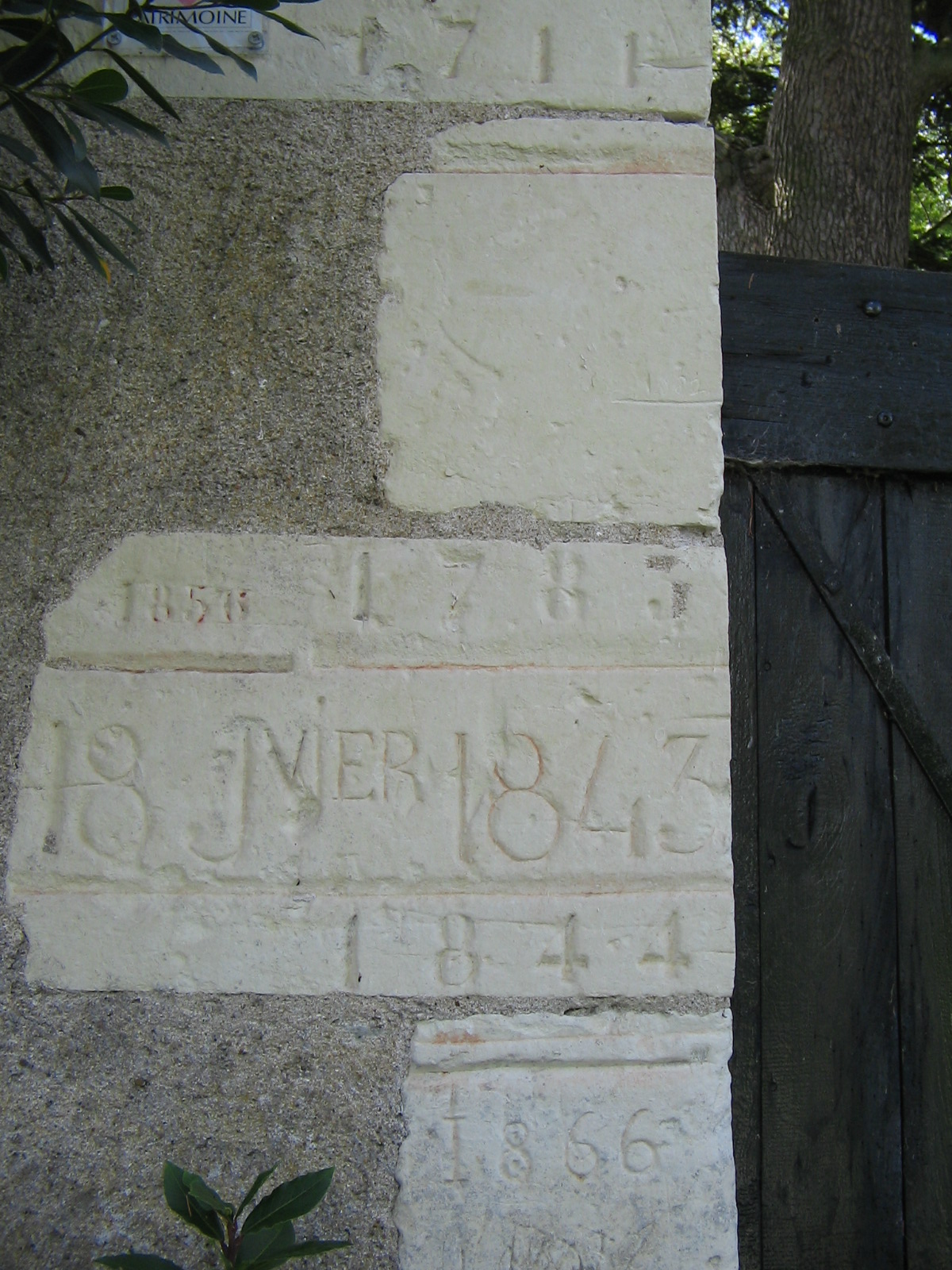
Niveau des crues au Port Thinault.
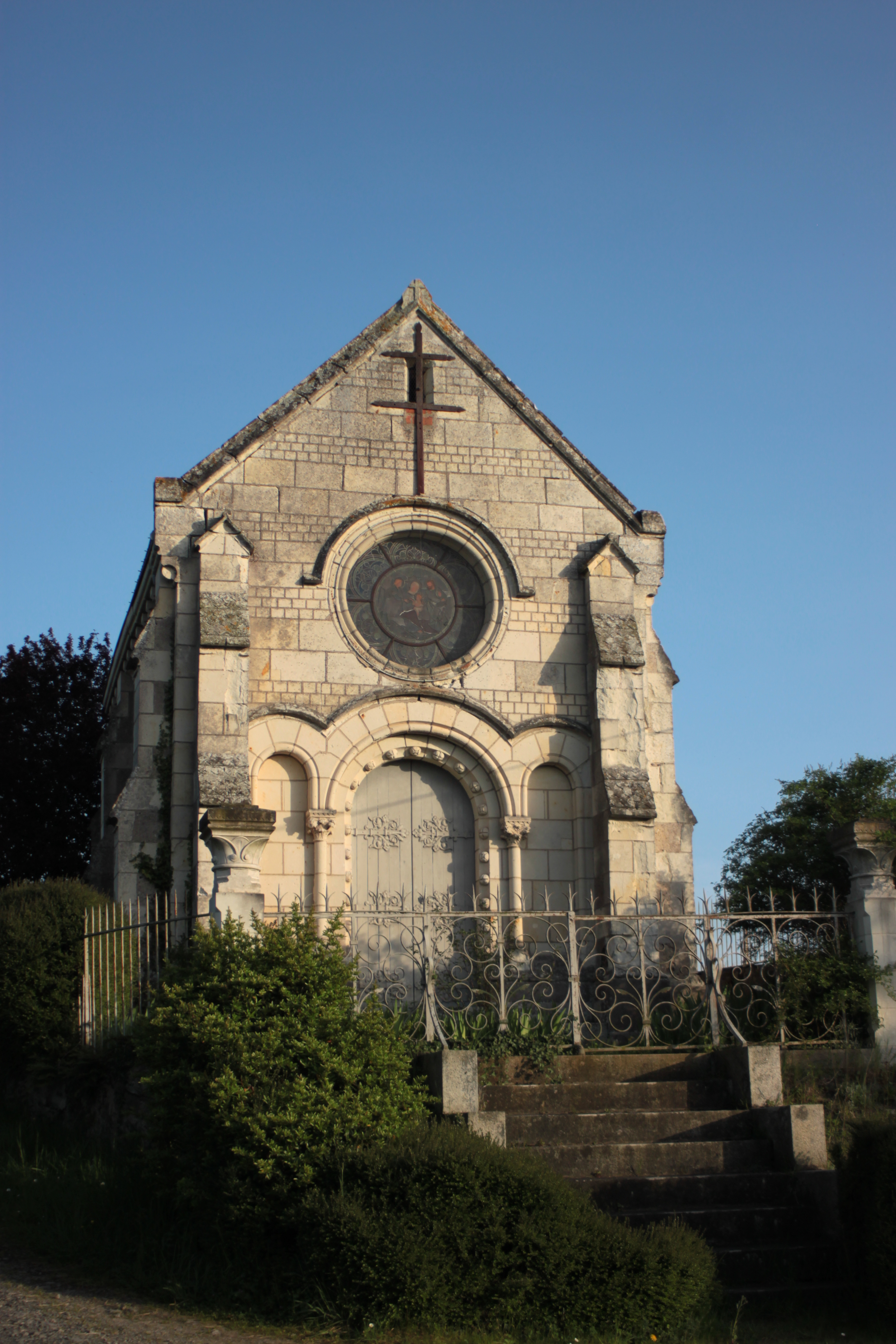
Chapelle Saint-Joseph.
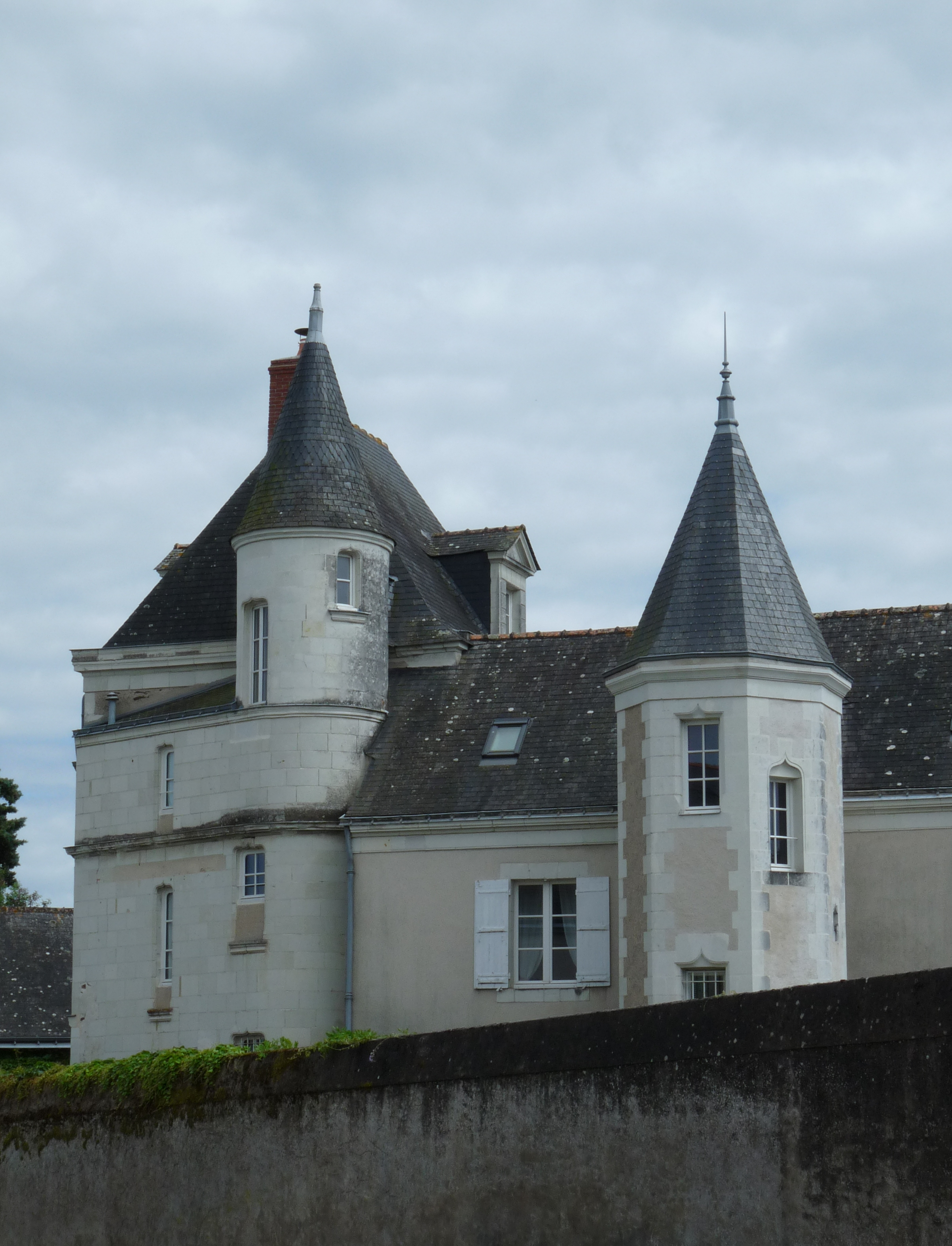
Logis du Pinier.

### Personnalités liées à la commune

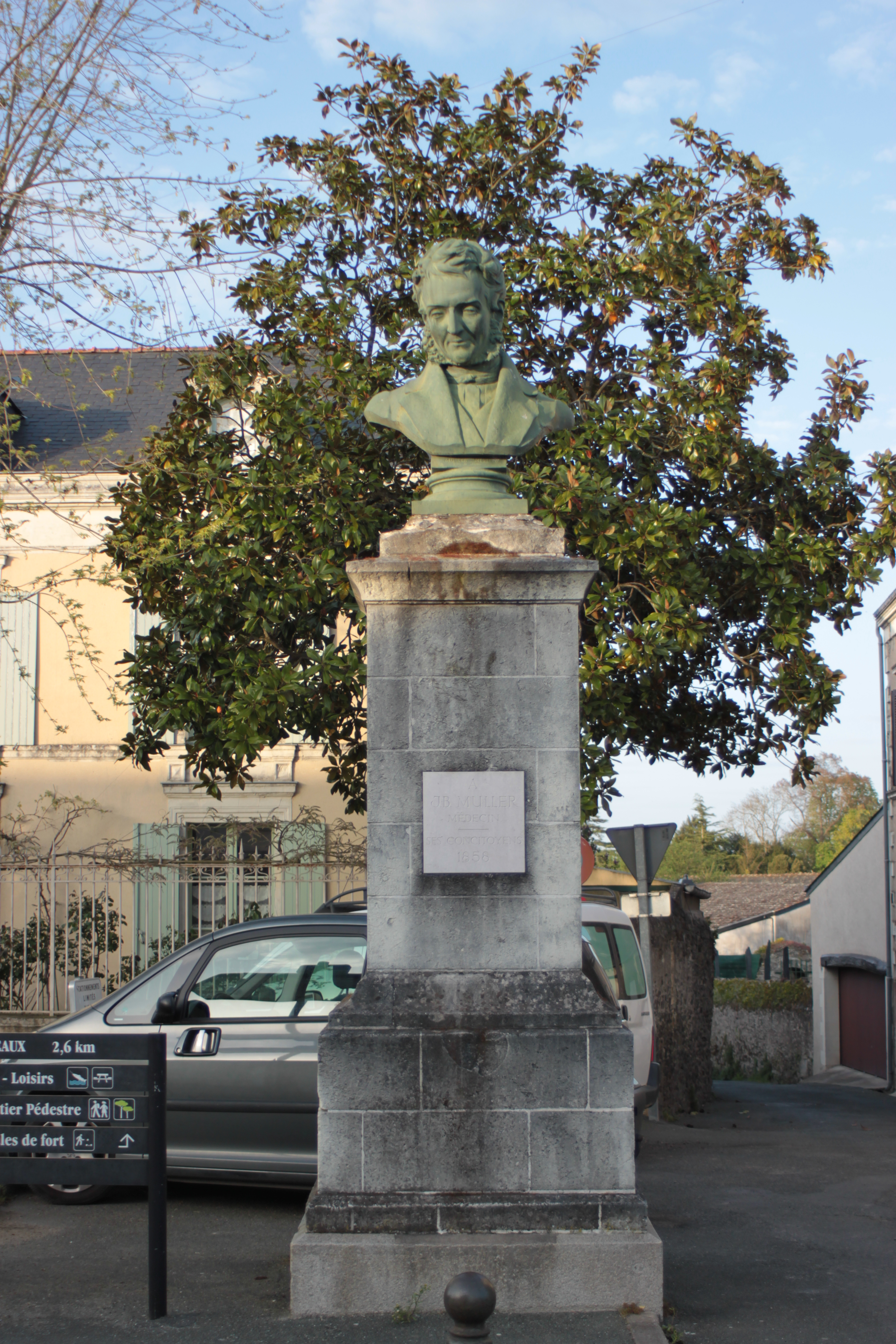
Julien Roux, Monument à Jean-Baptiste Muller, 1858.

- Jean-Baptiste Müller (?-1857), médecin des pauvres, prodiguait des soins aux démunis sans rémunération. La place centrale, où se trouve son buste, porte son nom[58].
- Émile Delcambre (1871-1951), directeur de l'Office national météorologique, avant de s'installer à Denée pour sa retraite où il anima la Commission météorologique départementale[59].
- André Sarazin de Haes (1933-2007), maire de Denée, archiviste et historien, auteur de Denée ou la vie campagnarde.